# Silvia Varón
Silvia Santamaría es una actriz y productora de cine colombiana, reconocida por sus papeles protagónicos en las películas ¿Cómo te llamas?, Segunda estrella a la derecha, Leading Ladies, Petit Mal y por su participación en la serie de Netflix: Pálpito.

## Biografía

### Estudios
Tras cursar estudios de Comunicación Social y Periodismo en la Pontificia Universidad Javeriana de Bogotá a finales de la década del 2000, Varón se mudó a Barcelona, España para estudiar actuación. Allí se vinculó académicamente a la escuela de interpretación Nancy Tuñón i Jordi Oliver. En España realizó su debut como actriz, participando en la obra de teatro Un cabaret amp dos pilotes y en algunos cortometrajes de la escuela fílmica ESCAC.

### Carrera
Al regresar a Colombia continuó su formación actoral, enfocada principalmente en el teatro y el cine. Desde mediados de la década de 2010 ha registrado apariciones en producciones cinematográficas de ese país como Órbita 9, ¿Cómo te llamas?, Bendita rebeldía y El man del porno. Por su papel en ¿Cómo te llamas?, Varón fue nominada a los Premios Macondo 2019 en la categoría de mejor actriz principal. También actuó en la cinta de ciencia ficción estadounidense The Belko Experiment. Entre 2016 y 2017 interpretó el papel de Jade en la serie de televisión futurista 2019 y en varios cortometrajes.
En 2020 interpretó el papel protagónico de Emilia, una joven bisexual, en la película dramática de Ruth Caudeli Segunda estrella a la derecha. La cinta hizo parte de la selección oficial del Festival de Cine LGBTI de Boston y fue candidata al Premio Sebastiane Latino en el Festival de Cine de San Sebastián.

## Filmografía

### Television
- 2022 - Pálpito (serie web)[8]
- 2021 - Las iguanas (miniserie)
- 2020 - Segunda estrella a la derecha
- 2020 - Bendita rebeldía
- 2019 - Enfermeras (telenovela)
- 2019 - Adéu/Adiós (corto)
- 2018 - Aquí no hay señal, marica (corto)
- 2019 - Ser real (corto)
- 2018 - Eva menos Candela (corto)
- 2018 - El man del porno
- 2018 - ¿Cómo te llamas?
- 2017 - Entre paredes (corto)
- 2017 - Amnesia Lessons: V for Volume (corto)
- 2016 - 2091 (serie de televisión)
- 2017 - Órbita 9
- 2016 - The Belko Experiment